# Appleseed – Alpha
Appleseed – Alpha ist ein Computeranimationsfilm des japanischen Anime-Regisseurs Shinji Aramaki aus dem Jahr 2014 und basiert auf Motiven des gleichnamigen Mangas von Masamune Shirow.

## Handlung
Im 22. Jahrhundert kämpfen die Kriegsveteranen Deunan und Briareos in einer Nachkriegsgesellschaft ums Überleben. Die beiden bekommen eine Mission in die Außenbezirke ihrer zerstörten Stadt. Dort treffen sie auf die Bewohner Iris und Olson, die eine Hoffnung der Menschheit sind. Aber Talos und Two Horns haben einen anderen Plan. Deunan und Briareos müssen Iris und Olsen beschützen, damit die Welt nicht unter Talos fällt.

## Produktion und Veröffentlichung
Sola Digital Arts produzierte den Film. Regie führte Shinji Aramaki und das Drehbuch schrieb Marianne Krawczyk. Die Produzenten waren Joseph Chou und Eiichi Kamagata. Die Musik komponierte Tetsuya Takahashi. Der Film wurde am 15. Juli 2014 veröffentlicht. Am 31. Juli 2014 erschien der Film in einer ungekürzten Fassung mit der Altersfreigabe „ab 12 Jahren“ in Deutschland.

## Synchronisation
| Charaktere             | Englische Sprecher | Deutscher Sprecher       |
| ---------------------- | ------------------ | ------------------------ |
| Deunan Knute           | Luci Christian     | Anja Nestler             |
| Briareos Hecantochires | David Matranga     | Dirk Bublies             |
| Iris                   | Brina Palencia     | Shanti Chakraborty       |
| Matthews               | Chris Hutchinson   | Christoph Banken         |
| Nyx                    | Elizabeth Bunch    | Claudia Urbschat-Mingues |
| Olsen                  | Adam Gibbs         | Sven Gerhardt            |
| Talos                  | Josh Sheltz        | Hendrik Martz            |

## Rezeption
„Visuell brillante Comic-Adaption, die die im Vergleich zur Vorlage eher schlichte Genre-Handlung für ein mitreißendes Action-Feuerwerk nutzt.“

Zac Bertschy vom Anime News Network nannte ihn „den bisher optisch beeindruckendsten Appleseed-Film“. Die Hollywood Outbreak lobte die umfangreichen Arbeit an Bewegungserfassung und die Gesichtserfassung. Außerdem hat die Animation des Films eine perfekte Balance zwischen Realismus und Science-Fiction-artiger Fantasie.